# Военноморски флот на Северна Корея
Военноморският флот на Северна Корея е създаден на 5 юни 1946 г.
Военният персонал в началото на 1990-те години наброява между 40 и 60 000 души, а днес се оценява на около 46 000.
Севернокорейският флот не разполага с големи надводни съдове. По-голямата част от оборудването са малки катери и патрулни лодки. Ограниченият им обсег означава, че отделните формирования не биха могли да си съдействат по време на война. За най-мощното надводно средство на военноморските сили се считат ракетните патрулни катери, въоръжени с противокорабни ракети SS-N-2A. Флотът разполага с общо около 400 съда, от които близо 50 са подводници. От тях 22 са китайски подводници клас „Ромео“, 4 съветски клас „Уиски“ и неизвестен брой клас „Ромео“, местно производство. Останалите съдове са подводници-джуджета.

## Структура
Военноморските сили се делят на Източно и Западно брегови командвания, съответно действащи в акваторията на Японско и Жълто море.
Бази на Японско море
- Тоечо-дон
- Раджин
- Вонсан
- Чахо
- Чанджин
- Маяндо
- Пуам-ни

Бази на Жълто море
- Нампо
- Пипа-го
- Саго
- Чодо
- Таса-ри

## Оборудване

### Подводници
| Съд                   | Произход | Тип                                       | В експлоатация | Бележки |
| --------------------- | -------- | ----------------------------------------- | -------------- | --- |
| Тип 31 / Клас Ромео   | СССР     | дизел-електрическа подводница             | 22             | |
| Подводница клас Сан-О | СССР     | дизел-електрическа подводница             | 26             | |
| Клас Фокстрот         | СССР     | дизел-електрическа подводница             | ?              | През 1994 КНДР закупува 12 подводници от Русия. Според руското правителство те са използвани само за скрап, но е вероятно една част от тях да са възстановени, а друга – разглобени за набавяне на резервни части за други севернокорейски подводници. |
| Клас Уиски            | СССР     | дизел-електрическа подводница             | 4              | |
| Клас Голф-II          | Русия    | дизел-електрическа подводница-ракетоносец | 1 (?)          | Част от закупените като скрап подводници през 1994 са били клас Голф, способни да пренасят ракети Р-27. Подводниците са били в лошо състояние, част от тях хванали ръжда, но е напълно възможно някои да са били ремонтирани. Известно е, че поне една подводница е била ремонтирана и пусната в експлоатация, или ракетните отсеци на подводниците са отрязани и монтирани на по-старите клас Уиски |